# Manuel Medina Olmos
Manuel Medina Olmos ou Emmanuel Medina Olmos ( 9 août 1869 à Lanteira, Grenade - 30 août 1936 à Vícar, Almería ) est un prêtre espagnol, évêque de Guadix-Baza, assassiné pendant la guerre civile espagnole. Considéré comme un martyr par l'Église catholique, il a été béatifié en 1993. Sa mémoire est célébrée le 30 août.

## Biographie
Manuel Medina Olmos est né le 9 août 1869 à Lanteira, dans la province de Grenade. Il est issu d'une famille modeste, ses parents sont Juan Medina Garzón et Pilar Olmos. Sa mère Pilar meurt rapidement et il devient orphelin de mère. Il étudie au lycée de 1877 à 1882, obtenant le prix « extraordinaire » du lycée, section littérature, à l'Institut d'Almería. Il étudie le Droit, la Philosophie et les Lettres à l'Université de Grenade, ainsi que la Théologie au Séminaire Central de Grenade. Il est ordonné prêtre en août 1891, exerçant successivement les fonctions de curé au sanctuaire de Guadix et de chanoine à l'abbaye du Sacromonte de Grenade. Il collabore avec le père Andrés Manjón (es) dans les écoles de l'Ave María, où il devient directeur adjoint de l'institution à partir de 1895.
À partir de 1896, il est professeur de métaphysique à la faculté civile du Collège du Sacromonte, où il obtient son diplôme en droit le 3 avril 1898. Il est nommé recteur de la même école en 1901. Il obtint une licence en philosophie et de lettres le 26 septembre à l'Université de Grenade.
Au cours de ces années, il écrit et publie différents ouvrages :
- un essai sur l'archevêque Pedro de Castro y Quiñones (es) (fondateur de l'abbaye du Sacromonte)
- un livre de théâtre pour enfants
- une comédie « La mejor lima social »
- les zarzuelas « El día de Inocentes » (que Francisco Alonso (es) mettra en musique), « Les dangers du mensonge » et « La première grâce »
- un traité sur l'œuvre juridique du père Suárez en 1917.

Le 14 décembre 1925, il est nommé évêque auxiliaire de l'archidiocèse de Grenade (diocèse qui était alors dirigé par le cardinal Casanova). Trois ans plus tard, il est nommé évêque de Guadix et il prend ses fonctions le 30 novembre 1928. Entre 1934 et 1935, il est également administrateur apostolique du diocèse d'Almería.
Entre 1929 et 1932, il effectue une visite pastorale complète dans le diocèse dont il a la charge. Parmi ses lettres pastorales, l'évêque lui-même en a souligné deux publiées en 1931 et intitulées « La nouvelle Constitution espagnole » (du 29 juin 1931) et « Capital et travail » (du 17 septembre 1931).
Lorsque débute la guerre civile espagnole, le palais archiépiscopal subit une perquisition le 27 juillet 1936. À l'issue de cette perquisition, il est arrêté par un groupe dirigé par le maire de Guadix, puis transféré, avec trois autres prêtres, à Almería, et emprisonné dans la maison du vicaire général. Il est transféré dans le navire prison Astoy Mendi puis sur le cuirassé Jaime I. À l'aube du 30 août 1936, il est transféré par camion au ravin de « los Chismes » à Vícar, où il est exécuté avec seize autres prêtres et laïcs.

## Béatification et culte
Son procès de béatification débute en 1954, il est béatifié par le pape Jean-Paul II le 10 octobre 1993, sur la place Saint-Pierre de Rome. Sa fête est célébrée le 30 août. Sa mémoire est célébrée conjointement avec « sept frères des écoles chrétiennes ». En 2001, le pape Jean-Paul II béatifie d'autres martyrs de la guerre d'Espagne, agrégeant leurs noms à la liste des bienheureux célébrés ce même 30 août.
Manuel Medina Olmos est co-patron de Lanteira, son village natal, où son image est promenée en procession chaque 30 août lors des festivités qui sont célébrées en son honneur. En 2019 s'est ouverte une année jubilaire dans la ville de Lanteira qui aurait dû se terminer le 30 août 2020 mais qui a été exceptionnellement prolongée d'un an jusqu'au 30 août 2021, où l'évêque de Cadix est venu clôturer le jubilé par une messe spéciale en l'honneur du bienheureux Medina Olmos. Cette célébration a donné lieu à de grandes festivités,,.

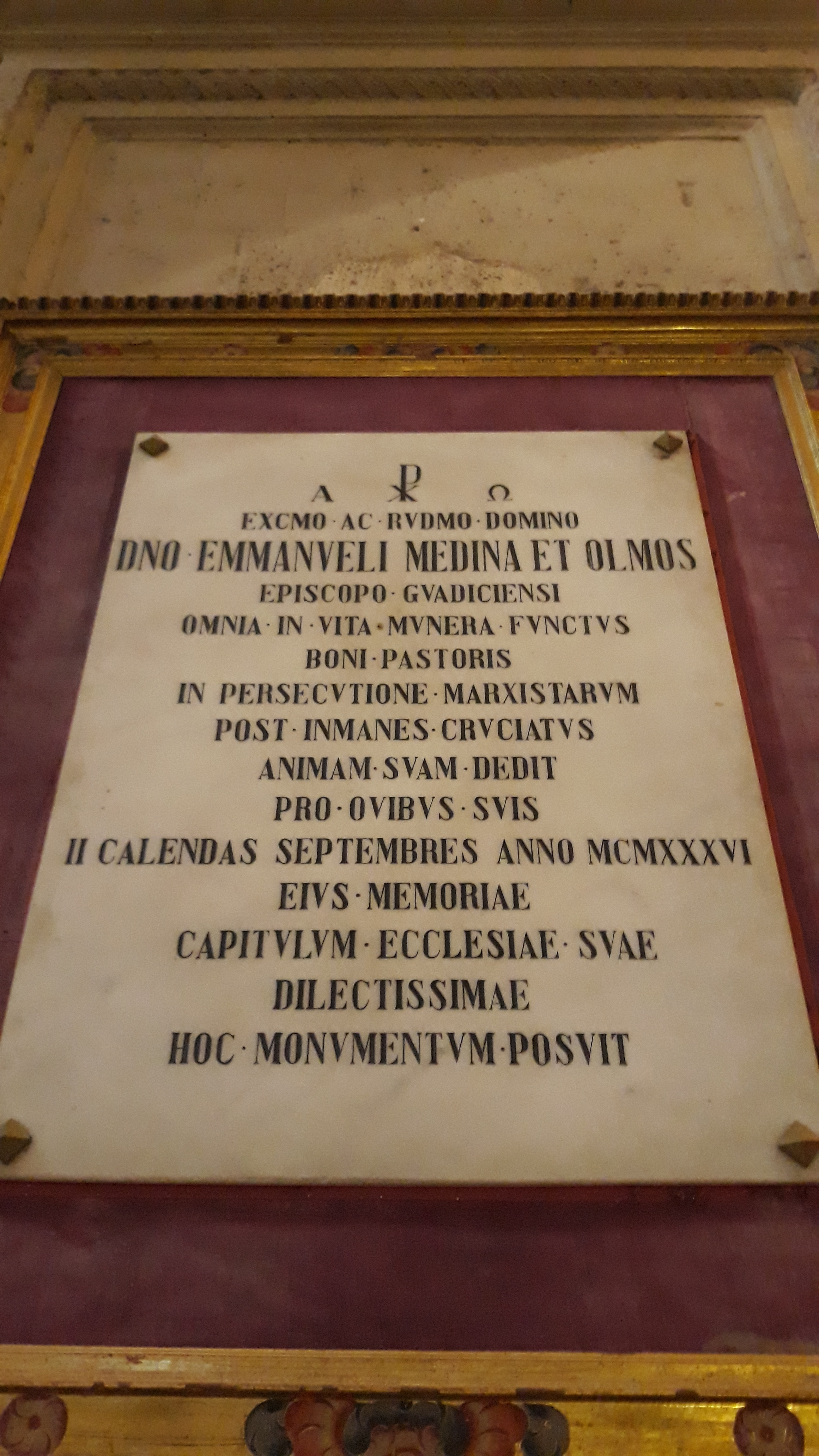
Plaque mémorielle installée dans la cathédrale de Guadix.
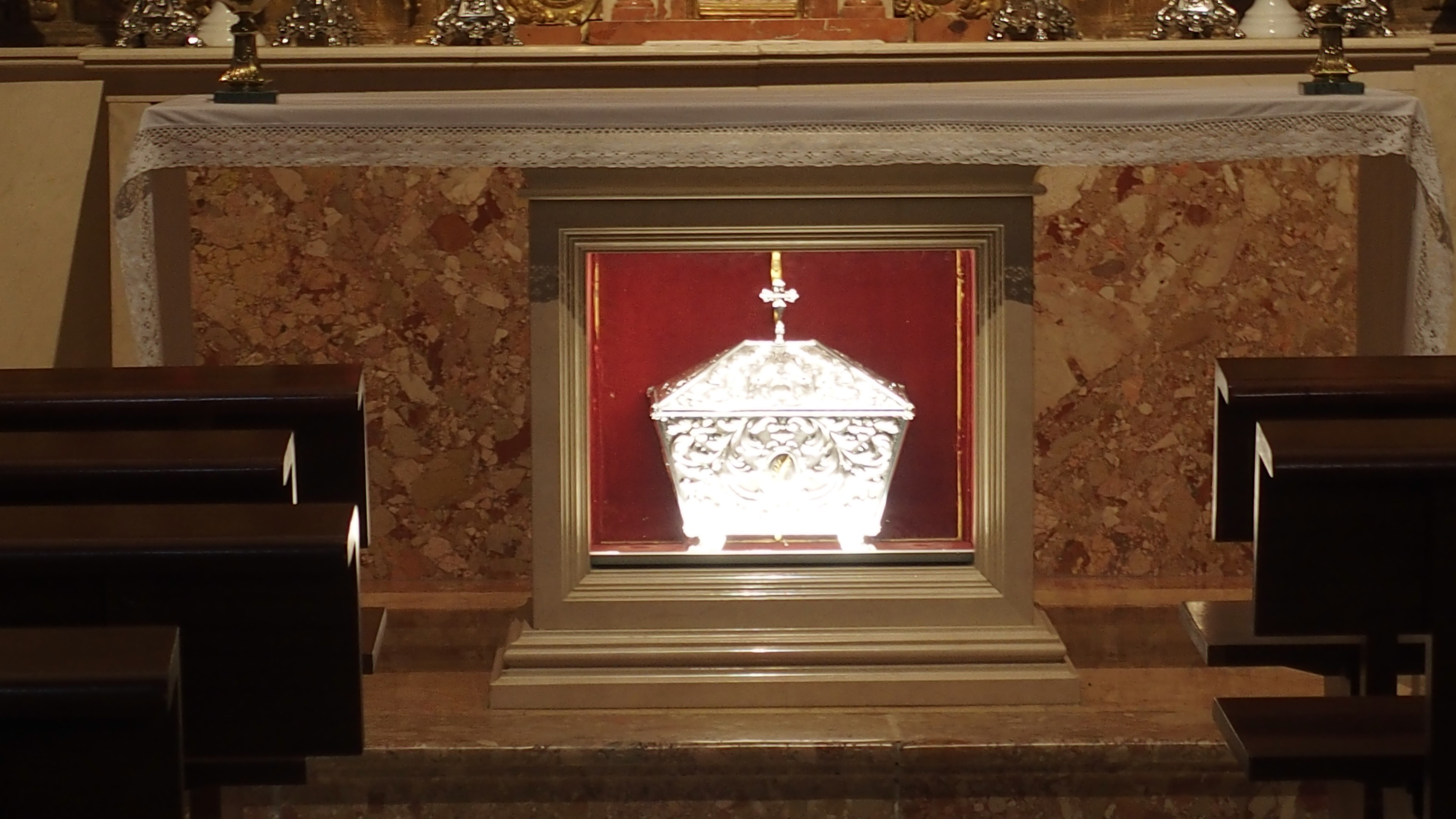
Reliquaire en argent contenant les reliques du bienheureux (cathédrale de Guadix).

## Source
- (es) Cet article est partiellement ou en totalité issu de l’article de Wikipédia en espagnol intitulé « Manuel Medina Olmos » (voir la liste des auteurs).